# Fed Cup 2005
La Fed Cup 2005 corresponde a la 43.ª edición del torneo de tenis femenino más importante por naciones. 8 equipos participaron en el Grupo Mundial.

## Grupo Mundial
| Equipos participantes | Equipos participantes | Equipos participantes | Equipos participantes |
| Argentina             | Austria               | Bélgica               | Francia               |
| Italia                | Rusia                 | España                | Estados Unidos        |
| --------------------- | --------------------- | --------------------- | --------------------- |

## Eliminatorias
|  | Cuartos de final | Cuartos de final |                |        | Semifinales | Semifinales |  |       | Final            | Final            |  |
|  | 23-24 abril      | 23-24 abril      |                |        | 9-10 julio  | 9-10 julio  |  |       | 17-18 septiembre | 17-18 septiembre |  |
|  |                  |                  |                |        |             |             |  |       |                  |                  |  |
|  |                  |                  |                |        |             |             |  |       |                  |                  |  |
|  | Rusia            | 4                |                |        |             |             |  |       |                  |                  |  |
|  | Rusia            | 4                |                |        |             |             |  |       |                  |                  |  |
|  | Italia           | 1                |                |        |             |             |  |       |                  |                  |  |
|  | Italia           | 1                |                | Rusia  | 4           |             |  |       |                  |                  |  |
|  |                  |                  |                | Rusia  | 4           |             |  |       |                  |                  |  |
|  |                  |                  | Estados Unidos | 1      |             |             |  |       |                  |                  |  |
|  | Estados Unidos   | 5                | Estados Unidos | 1      |             |             |  |       |                  |                  |  |
|  | Estados Unidos   | 5                |                |        |             |             |  |       |                  |                  |  |
|  | Bélgica          | 0                |                |        |             |             |  |       |                  |                  |  |
|  | Bélgica          | 0                |                |        |             |             |  | Rusia | 3                |                  |  |
|  |                  |                  |                |        |             |             |  | Rusia | 3                |                  |  |
|  |                  |                  | Francia        | 2      |             |             |  |       |                  |                  |  |
|  | Argentina        | 2                | Francia        | 2      |             |             |  |       |                  |                  |  |
|  | Argentina        | 2                |                |        |             |             |  |       |                  |                  |  |
|  | España           | 3                |                |        |             |             |  |       |                  |                  |  |
|  | España           | 3                |                | España | 1           |             |  |       |                  |                  |  |
|  |                  |                  |                | España | 1           |             |  |       |                  |                  |  |
|  |                  |                  | Francia        | 3      |             |             |  |       |                  |                  |  |
|  | Austria          | 1                | Francia        | 3      |             |             |  |       |                  |                  |  |
|  | Austria          | 1                |                |        |             |             |  |       |                  |                  |  |
|  | Francia          | 4                |                |        |             |             |  |       |                  |                  |  |
|  | Francia          | 4                |                |        |             |             |  |       |                  |                  |  |
|  |                  |                  |                |        |             |             |  |       |                  |                  |  |

- En cursiva equipos que juegan de local.
- Los perdedores de la primera ronda, juegan contra los que se clasifican en el grupo mundial.

### Final
| Court Philippe Chatrier, París, Francia 17 al 18 de septiembre de 2005 |                    |                                |   |   |   |  |  |  |  |
| \| 1 \| \| Mary Pierce \| 6 \| 6 \| 1 \| \| \| \| \| \| 1 \| \| Elena Dementieva \| 7 \| 2 \| 6 \| \| \| \| \| \| 2 \| \| Amélie Mauresmo \| 6 \| 6 \| \| \| \| \| \| \| 2 \| \| Anastasia Myskina \| 4 \| 2 \| \| \| \| \| \| \| 3 \| \| Amélie Mauresmo \| 4 \| 6 \| 2 \| \| \| \| \| \| 3 \| \| Elena Dementieva \| 6 \| 4 \| 6 \| \| \| \| \| \| 4 \| \| Mary Pierce \| 4 \| 6 \| 6 \| \| \| \| \| \| 4 \| \| Anastasia Myskina \| 6 \| 4 \| 2 \| \| \| \| \| \| 5 \| \| Amélie Mauresmo-Mary Pierce \| 4 \| 6 \| 3 \| \| \| \| \| \| 5 \| \| Elena Dementieva-Dinara Sáfina \| 6 \| 1 \| 6 \| \| \| \| \| |                    |                                |   |   |   |  |  |  |  |
| 1 | Bandera de Francia | Mary Pierce                    | 6 | 6 | 1 |  |  |  |  |
| 1 | Bandera de Rusia   | Elena Dementieva               | 7 | 2 | 6 |  |  |  |  |
| 2 | Bandera de Francia | Amélie Mauresmo                | 6 | 6 |   |  |  |  |  |
| 2 | Bandera de Rusia   | Anastasia Myskina              | 4 | 2 |   |  |  |  |  |
| 3 | Bandera de Francia | Amélie Mauresmo                | 4 | 6 | 2 |  |  |  |  |
| 3 | Bandera de Rusia   | Elena Dementieva               | 6 | 4 | 6 |  |  |  |  |
| 4 | Bandera de Francia | Mary Pierce                    | 4 | 6 | 6 |  |  |  |  |
| 4 | Bandera de Rusia   | Anastasia Myskina              | 6 | 4 | 2 |  |  |  |  |
| 5 | Bandera de Francia | Amélie Mauresmo-Mary Pierce    | 4 | 6 | 3 |  |  |  |  |
| 5 | Bandera de Rusia   | Elena Dementieva-Dinara Sáfina | 6 | 1 | 6 |  |  |  |  |

## Repesca Grupo Mundial de 2005
La Repesca Grupo Mundial 2005 de la Copa Fed se disputó los días 9 y 10 de julio de 2005, y los resultados de esta fase se detallan en el siguiente esquema:
| Sede de la confrontación | Ganador  | Marcador | Perdedor        |
| ------------------------ | -------- | -------- | --------------- |
| Austria                  | Austria  | 4-1      | Suiza           |
| Bélgica                  | Bélgica  | 3–2      | Argentina       |
| Alemania                 | Alemania | 4–1      | Croacia         |
| Italia                   | Italia   | 3–2      | República Checa |

## Grupo Mundial 2
El Grupo Mundial 2 de la Copa Fed se disputó los días 23 y 24 de abril de 2005, y los resultados de esta fase se detallan en el siguiente esquema:
| Sede de la confrontación | Superficie  | Ganador         | Marcador | Perdedor   |
| ------------------------ | ----------- | --------------- | -------- | ---------- |
| Neuchâtel                | Indoor dura | Suiza           | 3–2      | Eslovaquia |
| Essen                    | Arcilla     | Alemania        | 4–1      | Indonesia  |
| Phuket                   | Dura        | Croacia         | 3-2      | Tailandia  |
| Praga                    | Arcilla     | República Checa | 3–2      | Japón      |

## Repesca Grupo Mundial 2 de 2005
La repesca del Grupo Mundial 2 de 2005 de Copa Fed se disputó los días 9 y 10 de julio de 2005, y los resultados de esta fase se detallan en el siguiente esquema:
| Sede de la confrontación | Superficie  | Ganador   | Marcador | Perdedor    |
| ------------------------ | ----------- | --------- | -------- | ----------- |
| Salinas                  | Dura        | Indonesia | 4-1      | Puerto Rico |
| Tokio                    | Indoor dura | Japón     | 4–1      | Bulgaria    |
| Pathum Thani             | Dura        | Tailandia | 4-1      | Eslovaquia  |
| Pekín                    | Indoor dura | China     | 4-1      | Eslovenia   |

## Zona Americana

### Grupo 1
- Bolivia - relegado al Grupo 2 en 2006.
- Brasil
- Canadá
- Cuba
- México
- Paraguay - relegado al Grupo 2 en 2006.
- Puerto Rico — promocionado a repesca del Grupo Mundial 2.
- Uruguay

### Grupo 2
- Chile — promocionado al Grupo 1 en 2006.
- Colombia — promocionado al Grupo 1 en 2006.
- República Dominicana
- Venezuela

## Zona Asia/Oceanía

### Grupo 1
- Australia
- China — promocionado a repesca del Grupo Mundial 2.
- China Taipéi
- India
- Kazajistán - relegado al Grupo 2 en 2006.
- Nueva Zelanda
- Singapur - relegado al Grupo 2 en 2006.
- Corea del Sur

### Grupo 2
- Filipinas — promocionado al Grupo 1 en 2006.
- Siria
- Turkmenistán
- Uzbekistán — promocionado al Grupo 1 en 2006.

## Zona Europa/África

### Grupo 1
- Bielorrusia
- Bulgaria — promocionado a repesca del Grupo Mundial 2.
- Dinamarca
- Estonia
- Reino Unido
- Grecia - relegado al Grupo 2 en 2006.
- Hungría
- Israel
- Luxemburgo
- Países Bajos
- Polonia - relegado al Grupo 2 en 2006.
- Serbia y Montenegro
- Eslovenia — promocionado a repesca del Grupo Mundial 2.
- Sudáfrica
- Suecia
- Ucrania

### Grupo 2
- Finlandia — promocionado al Grupo 1 en 2006
- Georgia
- Irlanda
- Letonia
- Lituania
- Noruega - relegado al Grupo 3 en 2006
- Rumania — promocionado al Grupo 1 en 2006
- Túnez - relegado al Grupo 3 en 2006

### Grupo 3
- Argelia — promocionado al Grupo 2 en 2006
- Bosnia y Herzegovina
- Botsuana
- Chipre
- Egipto
- Islandia
- Kenia
- Malta
- Moldavia
- Namibia
- Portugal — promocionado al Grupo 2 en 2006
- Turquía